# Bundesministerium für Post und Telekommunikation

Dienstflagge der Deutschen Bundespost, 3:5,

Das Bundesministerium für Post und Telekommunikation wurde 1949 unter der Bezeichnung Bundesministerium für Angelegenheiten des Fernmeldewesens errichtet und am 1. April 1950 in Bundesministerium für das Post- und Fernmeldewesen umbenannt. Es wurde in der Folge meist kurz als Bundespostministerium bezeichnet; postintern war allgemein die Abkürzung BPM üblich. Der Sitz des Ministeriums war von 1954 bis 1988 im Gebäude des Bundesministeriums für das Post- und Fernmeldewesen in Bonn untergebracht, bevor es einen Neubau bezog. 1989 erfolgte im Rahmen der ersten Stufe der Postreform die Umbenennung in Bundesministerium für Post und Telekommunikation (kurz BMPT). Als Folge der Privatisierung von Post- und Fernmeldewesen wurde es zum 31. Dezember 1997 aufgelöst.

## Aufgaben

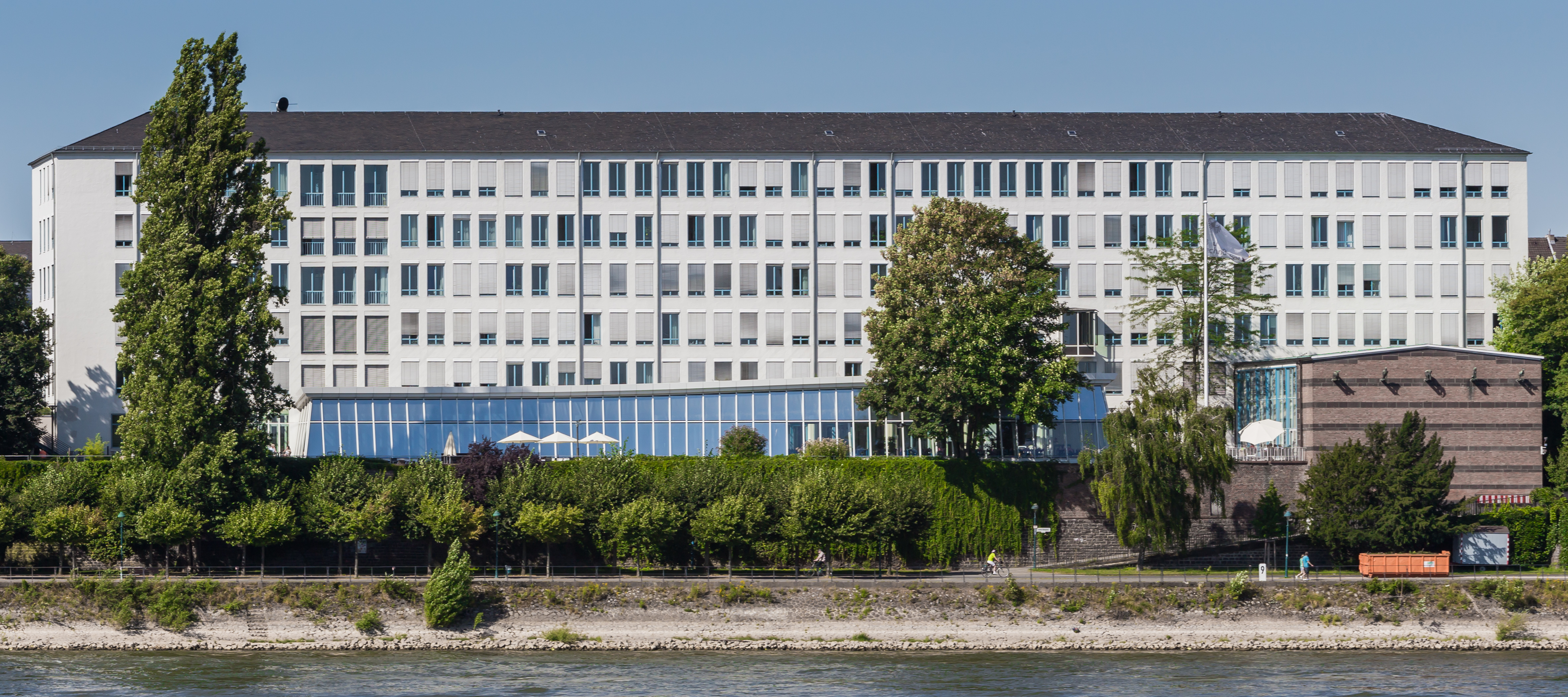
Das ehemalige Gebäude des BMPT am Bonner Rheinufer (1954–1988), jetzt Sitz des Bundesrechnungshofes

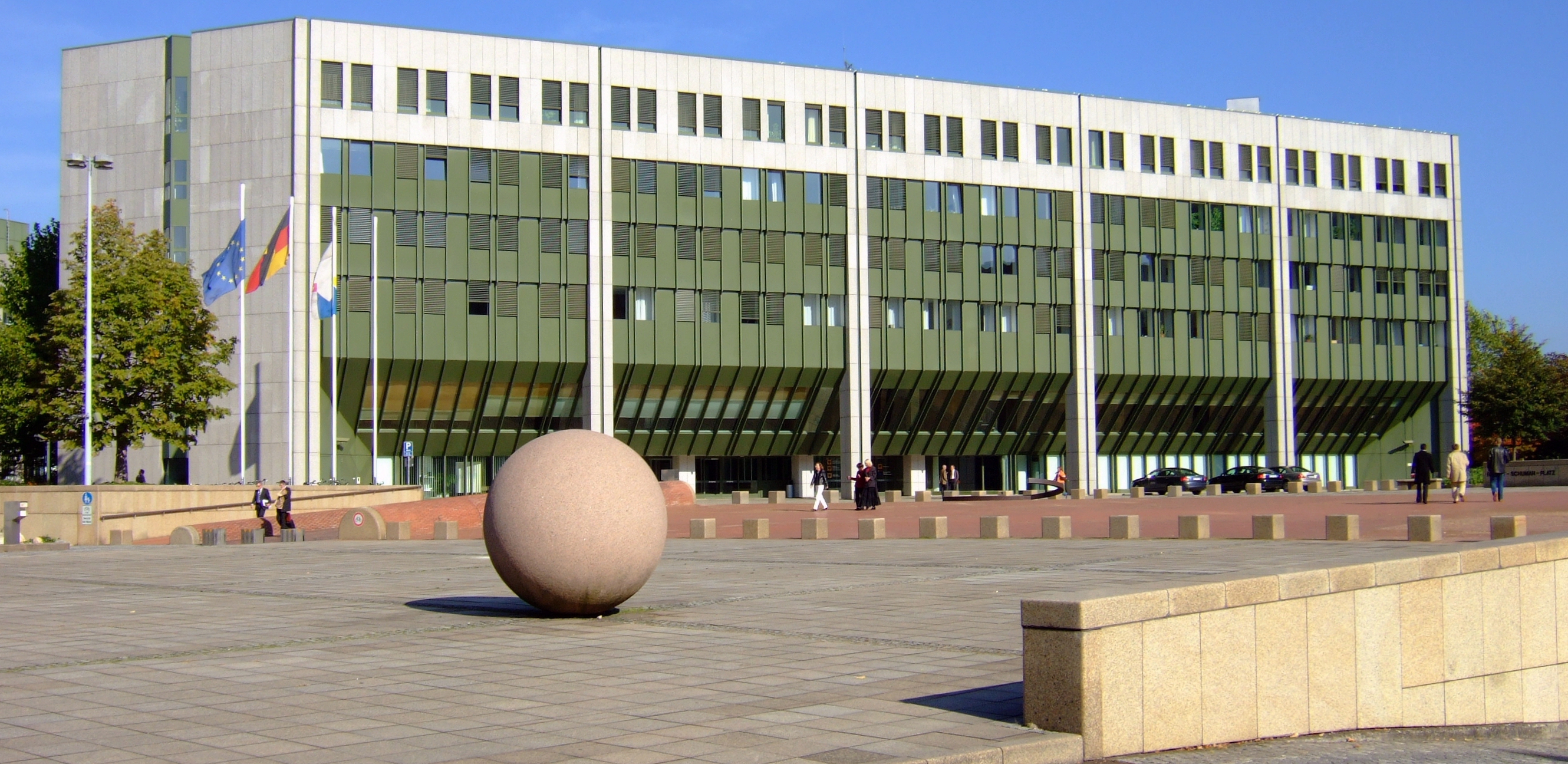
Neubau am Rande der Rheinaue (1988–1997), jetzt Sitz des Bundesumweltministeriums

Das BMPT nahm hoheitliche und politische Aufgaben im Bereich des Post- und Fernmeldewesens wahr. Es gliederte sich in vier Abteilungen, den Leitungsstab und eine Organisationseinheit Beauftragter für Internationale Beziehungen.
Die Abteilungen hatten folgende Bezeichnungen:
- (1/2) Grundsatzabteilung Politik, Strategie und Zielvorgaben, Wettbewerbskontrolle, Regulierung;
- (3) Zulassungen; Genehmigungen; Funkfrequenzangelegenheiten; Standardisierung;
- (4) Zentralabteilung.

Zum Geschäftsbereich des BMPT gehörten die nachgeordneten Bundesoberbehörden:
- Deutsche Bundespost mit Sitz in Bonn;
- Bundesamt für Zulassungen in der Telekommunikation (BZT) in Saarbrücken;
- Bundesamt für Post und Telekommunikation (BAPT) mit Hauptsitz in Mainz.

Mit seiner Auflösung am 31. Dezember 1997 gingen die verbliebenen hoheitlichen Aufgaben mit Wirkung des 1. Januar 1998 auf das Bundesministerium der Finanzen (z. B. Herausgabe von Postwertzeichen = Briefmarken, Ausübung des Stimmrechts aus den Aktienanteilen und Besetzung der Aufsichtsratsmandate bei den Aktiengesellschaften) und das Bundesministerium für Wirtschaft (z. B. Vertretung der deutschen Interessen bei der Europäischen Union, internationale Frequenzangelegenheiten) über. Aufgaben zum Personal der ehemaligen Deutschen Bundespost wurden der Bundesanstalt für Post und Telekommunikation übertragen, dazu zählen insbesondere die Selbsthilfeeinrichtungen der ehemaligen Deutschen Bundespost (z. B. Postbeamtenkrankenkasse, Erholungswerk der Deutschen Bundespost oder Postkleiderkasse) und der Unfallkasse Post und Telekommunikation (Aufgaben nach SGB 7). Der nicht mehr hoheitliche Teil des BMPT und das Bundesamt für Post und Telekommunikation wurden zur Regulierungsbehörde für Telekommunikation und Post vereinigt, die heute als Bundesnetzagentur für Elektrizität, Gas, Telekommunikation, Post und Eisenbahnen die Aufgaben fortführt.
Das Ministerium war oberste Instanz im Bereich der Deutschen Bundespost. Ihm waren unmittelbar die Oberpostdirektionen und die anderen zentralen Mittelbehörden (Posttechnisches Zentralamt, Fernmeldetechnisches Zentralamt, Sozialamt der Deutschen Bundespost etc.) der Bundespost unterstellt.
Es führte bis zu seiner Auflösung auch die Aufsicht über die Bundesdruckerei. Diese wurde dann durch das Bundesministerium der Finanzen wahrgenommen.

## Bundesminister 1949 bis 1997
Im ersten Kabinett unter Willy Brandt wurden zunächst das Post- und das Bundesministerium für Verkehr von Georg Leber geleitet. Als dieser 1972 Bundesminister der Verteidigung wurde, übergab er seine bisherigen Ministerien an den damaligen Bundesminister für Städtebau und Wohnungswesen Lauritz Lauritzen, der damit drei Ressorts in Personalunion leitete. Im Nachfolgekabinett wurden die Zuständigkeiten erneut geändert und das Post- und das Bundesministerium für Forschung und Technologie von Minister Horst Ehmke geleitet. Nach dem Rücktritt von Bundeskanzler Brandt infolge der Guillaume-Affaire wurden das Post- und das Verkehrsministerium in Personalunion von Minister Kurt Gscheidle geleitet. Nach der Bundestagswahl 1980 übernahm Gscheidle das Postressort.
| Nr.                                                    | Name                                                   | Lebensdaten                                            | Partei                                                 | Beginn der Amtszeit                                    | Ende der Amtszeit                                      | Kabinette                                              |
| Bundesminister für Angelegenheiten des Fernmeldewesens | Bundesminister für Angelegenheiten des Fernmeldewesens | Bundesminister für Angelegenheiten des Fernmeldewesens | Bundesminister für Angelegenheiten des Fernmeldewesens | Bundesminister für Angelegenheiten des Fernmeldewesens | Bundesminister für Angelegenheiten des Fernmeldewesens | Bundesminister für Angelegenheiten des Fernmeldewesens |
| ------------------------------------------------------ | ------------------------------------------------------ | ------------------------------------------------------ | ------------------------------------------------------ | ------------------------------------------------------ | ------------------------------------------------------ | ------------------------------------------------------ |
| 1                                                      | Hans Schuberth                                         | 1897–1976                                              | CSU                                                    | 20. September 1949                                     | 1. April 1950                                          | Adenauer I                                             |
| Bundesminister für das Post- und Fernmeldewesen        |                                                        |                                                        |                                                        |                                                        |                                                        |                                                        |
| 1                                                      | Hans Schuberth                                         | 1897–1976                                              | CSU                                                    | 1. April 1950                                          | 9. Dezember 1953                                       | Adenauer I                                             |
| 1                                                      | Hans Schuberth                                         | 1897–1976                                              | CSU                                                    | 1. April 1950                                          | 9. Dezember 1953                                       | Adenauer II                                            |
| 2                                                      | Siegfried Balke                                        | 1902–1984                                              | CSU (ab 1954)                                          | 10. Dezember 1953                                      | 16. Oktober 1956                                       |                                                        |
| 3                                                      | Ernst Lemmer                                           | 1898–1970                                              | CDU                                                    | 15. November 1956                                      | 29. Oktober 1957                                       |                                                        |
| 4                                                      | Richard Stücklen                                       | 1916–2002                                              | CSU                                                    | 29. Oktober 1957                                       | 30. November 1966                                      | Adenauer III Adenauer IV Adenauer V Erhard I Erhard II |
| 5                                                      | Werner Dollinger                                       | 1918–2008                                              | CSU                                                    | 1. Dezember 1966                                       | 21. Oktober 1969                                       | Kiesinger                                              |
| 6                                                      | Georg Leber                                            | 1920–2012                                              | SPD                                                    | 22. Oktober 1969                                       | 7. Juli 1972                                           | Brandt I                                               |
| 7                                                      | Lauritz Lauritzen                                      | 1910–1980                                              | SPD                                                    | 7. Juli 1972                                           | 15. Dezember 1972                                      | Brandt I                                               |
| 8                                                      | Horst Ehmke                                            | 1927–2017                                              | SPD                                                    | 15. Dezember 1972                                      | 16. Mai 1974                                           | Brandt II                                              |
| 9                                                      | Kurt Gscheidle                                         | 1924–2003                                              | SPD                                                    | 16. Mai 1974                                           | 28. April 1982                                         | Schmidt I Schmidt II Schmidt III                       |
| 10                                                     | Hans Matthöfer                                         | 1925–2009                                              | SPD                                                    | 28. April 1982                                         | 1. Oktober 1982                                        | Schmidt III                                            |
| 11                                                     | Christian Schwarz-Schilling                            | *1930                                                  | CDU                                                    | 4. Oktober 1982                                        | 30. Juni 1989                                          | Kohl I Kohl II Kohl III                                |
| Bundesminister für Post und Telekommunikation          |                                                        |                                                        |                                                        |                                                        |                                                        |                                                        |
| 11                                                     | Christian Schwarz-Schilling                            | *1930                                                  | CDU                                                    | 1. Juli 1989                                           | 17. Dezember 1992                                      | Kohl III Kohl IV                                       |
| −                                                      | Günther Krause (kommissarisch)                         | *1953                                                  | CDU                                                    | 17. Dezember 1992                                      | 25. Januar 1993                                        | Kohl IV                                                |
| 12                                                     | Wolfgang Bötsch                                        | 1938–2017                                              | CSU                                                    | 25. Januar 1993                                        | 31. Dezember 1997                                      | Kohl IV Kohl V                                         |

## Parlamentarische Staatssekretäre
- 1969–1972: Holger Börner (SPD)
- 1972: Ernst Haar (SPD)
- 1972–1974: Volker Hauff (SPD)
- 1974–1976: Kurt Jung (FDP)
- 1974–1979: Ernst Haar (SPD)
- 1976–1980: Lothar Wrede (SPD)
- 1979–1980: Erhard Mahne (SPD)
- 1980–1982: Helmuth Becker (SPD)
- 1982–1992: Wilhelm Rawe (CDU)
- 1993–1997: Paul Laufs (CDU)

## Beamtete Staatssekretäre
- 1949–1953: Karl Richard Gustav Schneider
- 1953–1955: Franz Weber
- 1954–1959: Friedrich Gladenbeck
- 1956–1969: Hans Steinmetz (CDU)
- 1959–1963: Karl Herz
- 1963–1968: Helmut Bornemann
- 1968–1973: Hans Pausch
- 1969: Gerd Ludwig Lemmer (CDU)
- 1969–1974: Kurt Gscheidle (SPD)
- 1973–1983: Dietrich Elias
- 1983–1990: Winfried Florian
- 1990–1993: Frerich Görts
- 1993–1997: Gerhard O. Pfeffermann (CDU)

## Ähnliche Behörden
Vorgänger des Bundesministeriums waren 
- Reichspostamt (1876–1919)
- Reichspostministerium (1919–1945)

Während der deutschen Teilung gab es parallel zum bundesdeutschen Ministerium das 
- Ministerium für Post- und Fernmeldewesen der DDR (1949–1990)

Verschiedene Aufgaben des Ministeriums gingen 1998 in die Regulierungsbehörde für Telekommunikation und Post (RegTP) über, siehe 
- Bundesnetzagentur